# Герб Азербайджанской Республики
Герб Азербайджанской Республики (азерб. Azərbaycan Respublikasının Dövlət gerbi) — один из официальных государственных символов Азербайджанской Республики (наряду с флагом и гимном). Государственный герб Азербайджанской Республики является символом независимости азербайджанского государства.

## Описание
Практика предоставления государственных эмблем на щитах широко распространена в мире геральдического искусства. Щит используется людьми в течение тысяч лет, чтобы защитить себя, а также продемонстрировать национальные символы. Очевидно, что это один из важнейших национальных боевых инструментов в восточных странах, символ героизма. В отличие от Запада, восточный щит является круглым. Изображение государственного герба на этом щите служит доказательством принадлежности Азербайджана к восточной цивилизации . 
Восьмиконечная звезда в центре щита является символом солнца (тот же символ изображен на флаге). Солнце (а также Луна) — это «вечная, постоянная, жизнь» в мире геральдического искусства. Солнце представлено в белом цвете, что означает «спокойствие, мир».
В центре герба изображены языки пламени, которые символизируют «Страну Огней». Форма пламени напоминает написание слова «Аллах» на арабском языке . Цвета, использованные на гербе, являются цветами национального флага Азербайджанской Республики. 
Снизу расположен венок из колосьев пшеницы и ветвей дуба. 
Венок из колосьев символизирует богатство, плодородие. 
Ветви дуба символизируют силу и могущество.

## История

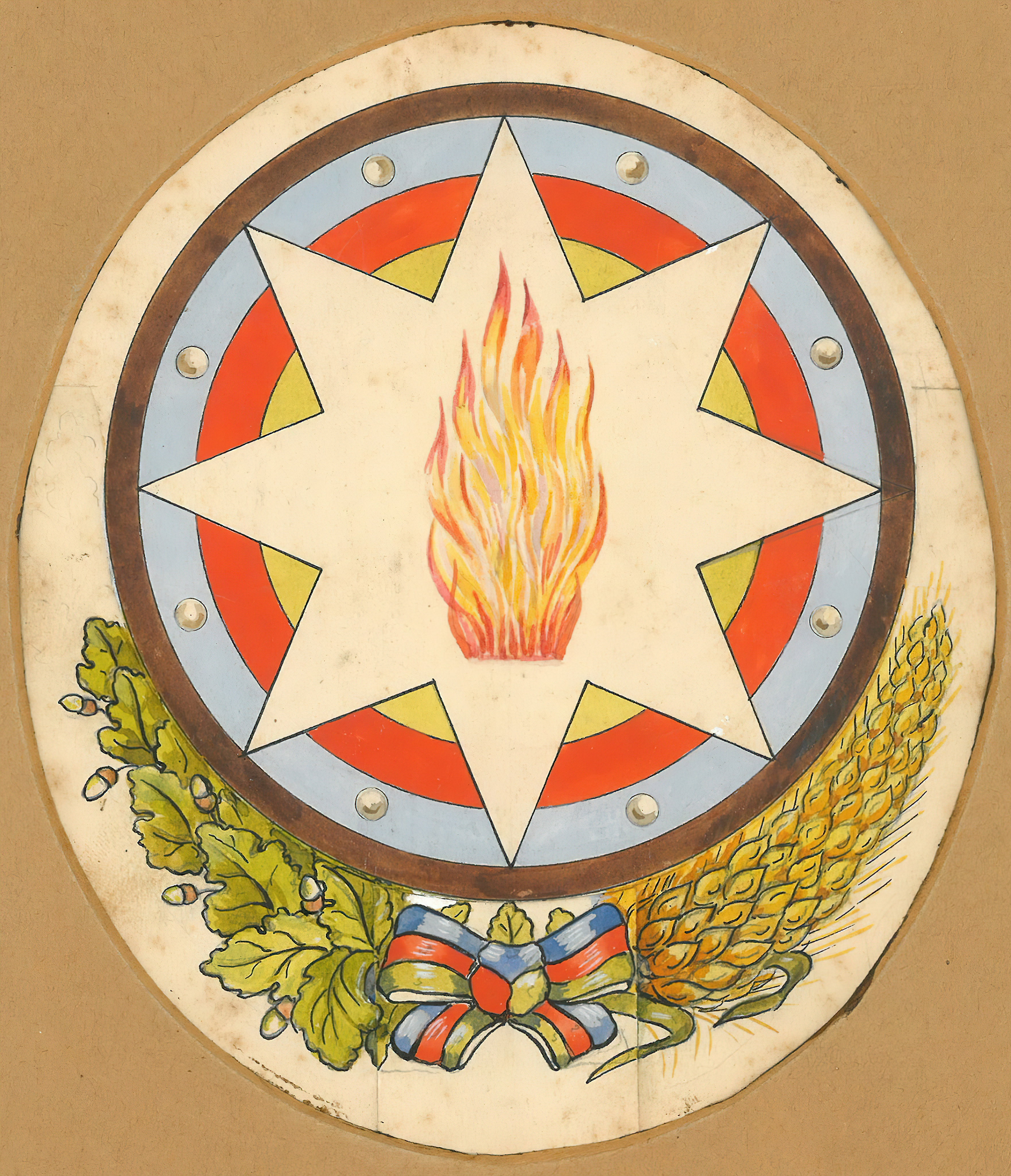
Проект герба в 1920-м году, подготовленный А. Шервашидзе к объявленному конкурсу

30 января 1920 года правительство Азербайджанской Демократической Республики приняло постановление об объявлении конкурса на представление проектов национального гимна, государственного герба и печати:
 «Поручить министру народного просвещения объявить конкурс на представление проектов национального гимна, государственного герба и печати с премией в 50 тыс. руб. первому и 25 тыс. [руб.] — вторым».
Конкурс должен был завершиться 1 мая 1920 года. Однако, в результате падения 28 апреля 1920 года Азербайджанской Демократической Республики герб не был принят. Следует отметить, что сохранился проект герба, составленный жившим в Баку абхазским князем Шервашидзе.

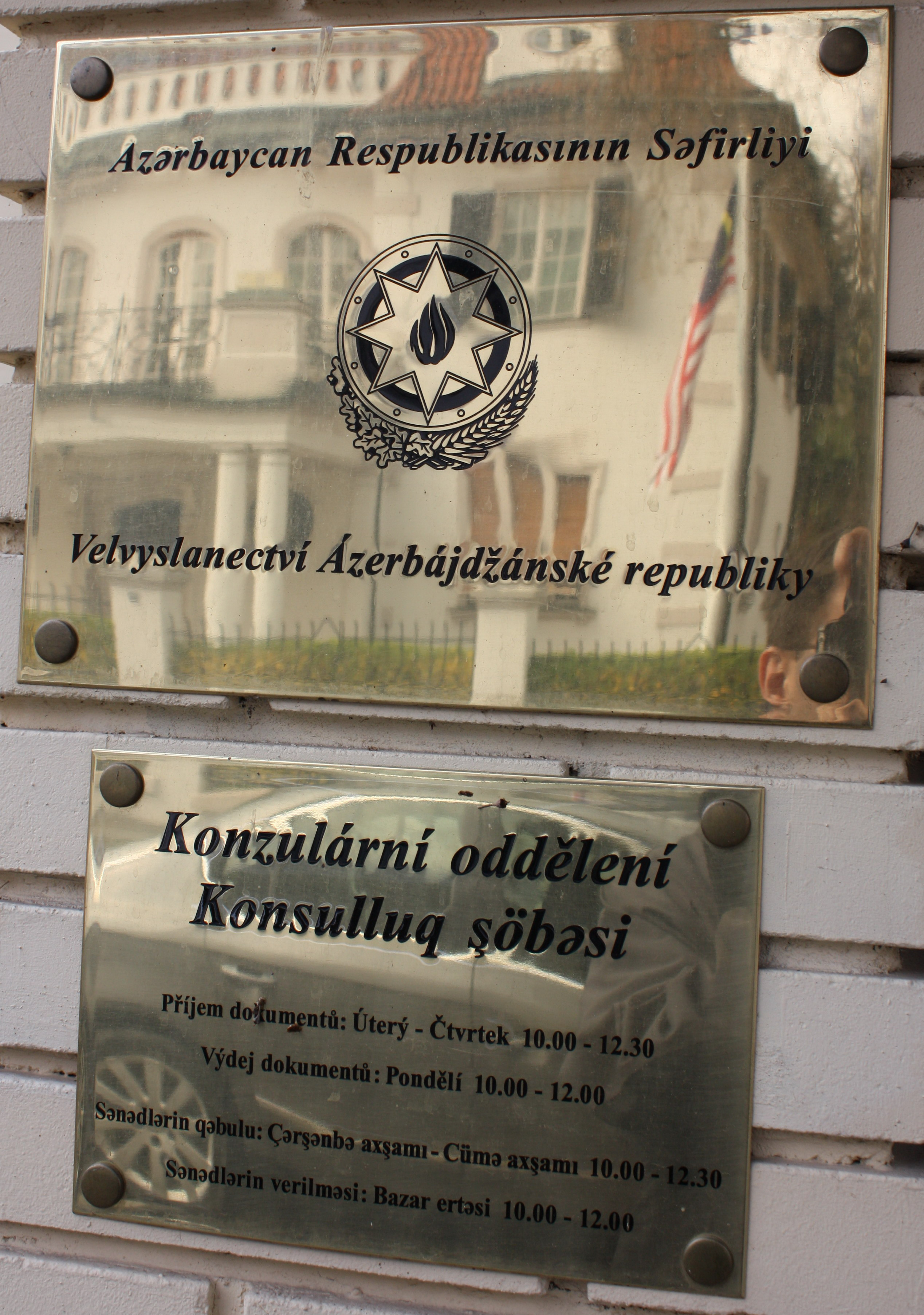
Изображение герба на здании посольства Азербайджана в Праге (Чехия)

После обретения Азербайджаном независимости в 1991 году, был объявлен конкурс на представление проекта герба Азербайджанской Республики. Для этого была создана специальная комиссия. Но ни один представленный эскиз не был одобрен членами парламента, и тогда внимание было обращено к сохранившемуся проекту герба АДР. Оригинальная композиция этого герба была сохранена, лишь небольшие детали (пламя, листья дуба и колосья пшеницы) были усовершенствованы художником Р. Мамедовым.
По закону Конституции от 19 января 1993 года были утверждены цветное и чёрно-белое изображения Государственного герба Азербайджанской Республики. 23 февраля 1993 года президентом Азербайджана Абульфазом Эльчибеем было утверждено «Положение о Государственном гербе Азербайджанской Республики».

## Использование герба
Выпуклое изображение государственного герба вывешивается:
- В резиденцию и в служебный кабинет Президента Азербайджанской Республики;
- В здание парламента Азербайджанской Республики, в салон заседаний и в служебный кабинет председателя парламента;
- В здания всех судов Азербайджанской Республики, военных трибуналов, в салоны судебных заседаний, в служебные кабинеты председателей Конституционного Суда или Верховного Суда Азербайджанской Республики;
- В случаях, предусмотренных законодательством Азербайджанской Республики, в здания государственных органов;
- В здания дипломатических и торговых представительств, консульских управлений Азербайджанской Республики;[1]

Используется описание Государственного герба Азербайджанской Республики:
- в печати всех государственных органов Азербайджанской Республики;
- в бланках законов Азербайджанской Республики, решений парламента, указах и распоряжениях Президента;
- в формах документов государственных органов;
- в бумажных и металлических монетах, выпущенных Национальным банком Азербайджанской Республики;
- в ценных бумагах Азербайджанской Республики, в государственных облигациях;
- в паспорте гражданина Азербайджанской Республики; дипломатических и других иностранных паспортов;
- в официальных изданиях Парламента Азербайджанской Республики и тд.[2]

## Музей
Музей Государственного Флага  открыт для посещения с 17 ноября 2014 года.

## Герб в филателии

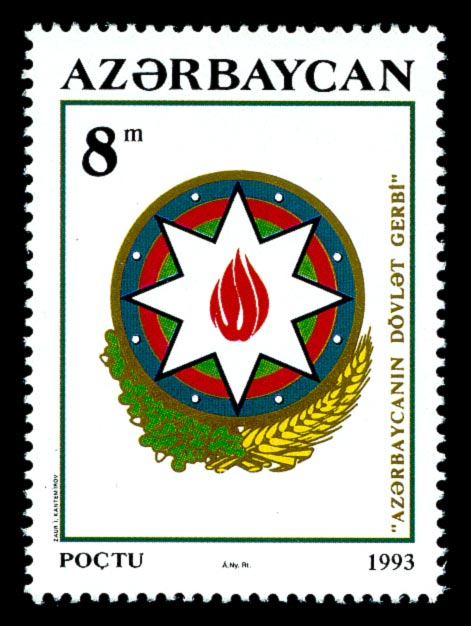
Почтовая марка Азербайджана 1993 года
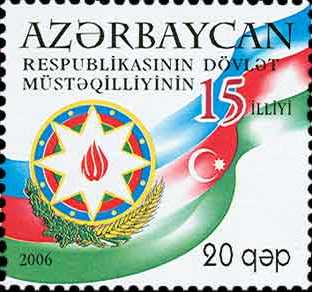
Почтовая марка Азербайджана 2006 года, посвящённая 15-летию независимости Азербайджана
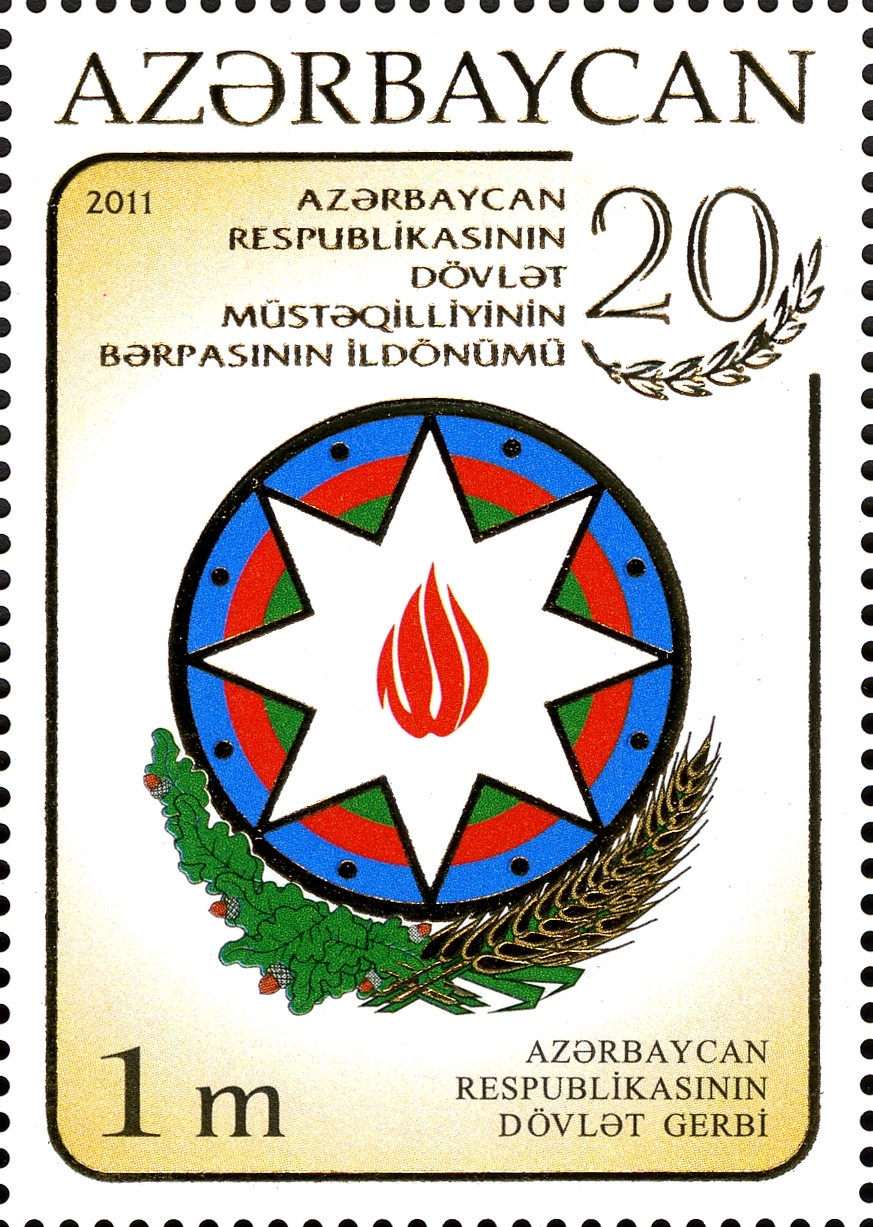
Почтовая марка Азербайджана 2011 года, посвящённая 20-летию независимости Азербайджана